# Arenaria kansuensis
Arenaria kansuensis là loài thực vật có hoa thuộc họ Cẩm chướng. Loài này được Maxim. mô tả khoa học đầu tiên năm 1880.